# Dolac (Travnik)
Dolac (kyrillisch Долац) ist ein Ort in der Gemeinde Travnik im Kanton Zentralbosnien in Bosnien und Herzegowina. Er liegt oberhalb des Lašva-Tals unweit südlich der Travniker Innenstadt.

## Name

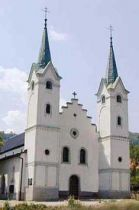
Katholische Kirche „Mariä Himmelfahrt“

Dolac leite sich ab von Dolinica und bedeutet „kleines Tal“ (Senke).

## Bevölkerung
Im Jahr 2013 gaben 457 von 480 Einwohnern an, der bosniakischen Nationalität anzugehören. Vor dem Bosnienkrieg stellten die Kroaten die absolute Bevölkerungsmehrheit.

## Söhne und Töchter
- Ivo Andrić (1892–1975), Diplomat und Schriftsteller, Literaturnobelpreisträger
- Marijan Marković (1840–1912), Apostolischer Administrator im Bistum Banja Luka
- Tomislav Jablanović (1921–1986), römisch-katholischer Weihbischof in Vrhbosna und Titularbischof von Aquae in Dacia